# Alto Oeste Potiguar

Localização do Alto Oeste Potiguar no Rio Grande do Norte

O Alto Oeste Potiguar é uma região do estado do Rio Grande do Norte, localizada na mesorregião do Oeste Potiguar, Região Nordeste do Brasil, tendo como capital regional a cidade de Pau dos Ferros.
A região é formada por trinta municípios: Água Nova, Alexandria, Almino Afonso, Antônio Martins, Coronel João Pessoa, Doutor Severiano, Encanto, Francisco Dantas, Frutuoso Gomes, João Dias, José da Penha, Luís Gomes, Lucrécia, Major Sales, Marcelino Vieira, Martins, Pau dos Ferros, Paraná, Pilões, Portalegre, Rafael Fernandes, Riacho da Cruz, Riacho de Santana, São Francisco do Oeste, São Miguel, Serrinha dos Pintos, Tenente Ananias, Taboleiro Grande, Venha-Ver e Viçosa.

## Geografia
Situada na "tromba do elefante", a região do Alto Oeste possui uma área territorial de 4 045,95 km², limitando-se a norte com a região do Médio Oeste (Chapada do Apodi), a sul e a leste com a Paraíba e a oeste com o Ceará.
Grande parte desta região está inserida  na Depressão Sertaneja-São Francisco, que compreende uma série de terrenos de transição entre o Planalto da Borborema e a Chapada do Apodi, além do Planalto da Borborema, que abrange os terrenos rochosos antigos, de maior altitude (serras de Martins, Luís e São Miguel), formados durante o período Pré-Cambriano. Nesta região está localizada a Serra do Coqueiro, o ponto mais alto do Rio Grande do Norte, com 868 metros de altitude, próximo à tríplice divisa (RN-PB-CE), no município de Venha-Ver.
O Alto Oeste possui todo o seu território localizado na bacia hidrográfica do Rio Apodi/Mossoró. Os maiores reservatórios da região são: Açude Pau dos Ferros, no município homônimo, com capacidade para 54,846 milhões de metros cúbicos (m³) de água; Açude Lucrécia, em Lucrécia (24 754 574 m³); Açude Marcelino Vieira, em Marcelino Vieira (11 200 125 m³); Açude Bonito II, em São Miguel (10,865 milhões de m³); Açude Jesus Maria José, em Tenente Ananias (9 639 152 m³); Açude Riacho da Cruz II, em Riacho da Cruz (9 604 200 m³); Açude Bodó, em Tenente Ananias (9 475 907 m³); Açude Flechas, em José da Penha (8 949 675 m³); Açude Santana, em Rafael Fernandes (sete milhões de m³); Açude Pilões, em Pilões (5 901 875 m³) e Açude Encanto, no município de mesmo nome (5 192 538 m³).
Levando-se em conta apenas o regime de precipitação, o clima é tropical subúmido nas áreas de maior altitude e semiárido nas demais áreas. As temperaturas variam de 18 °C a 34 °C, sendo que em Martins elas podem chegar a até 15 °C nos meses mais frios. O Alto Oeste possui os maiores índices pluviométricos do interior do Rio Grande do Norte, superando 700 milímetros/ano (mm/ano) e ultrapassando 1 000 mm/ano na serra de Martins. As chuvas são bastante irregulares e acontecem com maior frequência entre os meses de fevereiro e maio.
Predomina a vegetação formada pela caatinga hiperxerófila, típica do Sertão nordestino, sem folhas na estação seca e com a abundância de cactáceas, além da floresta das serras, mais densa que a caatinga. As espécies mais encontradas são o angico, a aroeira, a catingueira, a imburana, o juazeiro, a jurema-preta, o marmeleiro, o mofumbo, o mororó, o pau d’arco, o pereiro e o xiquexique.
O tipo de solo predominante é o podzólico vermelho amarelo equivalente eutrófico, típico das áreas de relevo ondulado, com alto grau de drenagem e fertilidade e textura média.

## Demografia
A população da região do Alto Oeste no censo demográfico de 2010 era de 196 291 habitantes, dos quais 127 158 viviam na zona urbana (64,8%) e 69 133 na zona rural (35,21%), resultando em uma densidade populacional de 48,52 hab./km². Entre os anos de 2000 e 2010, a região teve um aumento populacional de 6,23%. Viçosa, com menos de dois mil habitantes, além de ser o município menos populoso da região, é também o menos populoso do Rio Grande do Norte.
| #     | Município              | População    | População         |
| #     | Município              | 2010 (censo) | 2016 (estimativa) |
| ----- | ---------------------- | ------------ | ----------------- |
| 1     | Pau dos Ferros         | 27 745       | 30 206            |
| 2     | São Miguel             | 22 157       | 23 444            |
| 3     | Alexandria             | 13 507       | 13 839            |
| 4     | Tenente Ananias        | 9 883        | 10 731            |
| 5     | Luís Gomes             | 9 610        | 10 171            |
| 6     | Marcelino Vieira       | 8 265        | 8 495             |
| 7     | Martins                | 8 218        | 8 750             |
| 8     | Portalegre             | 7 320        | 7 861             |
| 9     | Antônio Martins        | 6 907        | 7 221             |
| 10    | Doutor Severiano       | 6 492        | 7 187             |
| 11    | José da Penha          | 5 868        | 6 050             |
| 12    | Encanto                | 5 231        | 5 630             |
| 13    | Almino Afonso          | 4 871        | 4 876             |
| 14    | Coronel João Pessoa    | 4 772        | 4 972             |
| 15    | Rafael Fernandes       | 4 692        | 5 078             |
| 16    | Serrinha dos Pintos    | 4 540        | 4 819             |
| 17    | Frutuoso Gomes         | 4 233        | 4 204             |
| 18    | Riacho de Santana      | 4 156        | 4 278             |
| 19    | Paraná                 | 3 952        | 4 249             |
| 20    | São Francisco do Oeste | 3 874        | 4 206             |
| 21    | Venha-Ver              | 3 821        | 4 154             |
| 22    | Lucrécia               | 3 633        | 3 968             |
| 23    | Major Sales            | 3 536        | 3 955             |
| 24    | Pilões                 | 3 453        | 3 799             |
| 25    | Riacho da Cruz         | 3 165        | 3 526             |
| 26    | Água Nova              | 2 980        | 3 235             |
| 27    | Francisco Dantas       | 2 874        | 2 899             |
| 28    | João Dias              | 2 601        | 2 693             |
| 29    | Taboleiro Grande       | 2 317        | 2 542             |
| 30    | Viçosa                 | 1 618        | 1 722             |
| Total | Total                  | 196 291      | 208 760           |